# Bay Springs
Bay Springs är en stad (city) som är en av två administrativa huvudorter i Jasper County i Mississippi i USA. Den andra huvudorten är Paulding.
Bay Springs grundades cirka 1900 och fick stadsprivilegier 1904 (som town). Orten har fått sitt namn efter de källor (springs) som finns i området.
Vid 2020 års folkräkning hade Bay Springs 1 670 invånare. Orten ingår i Laurels storstadsområde (micropolitan statistical area).

## Kända personer
- Carolyn Jones-Young, basketspelare